# Diamantové hory (Korea)
Diamantové hory (korejsky 금강산 – Kŭmgangsan), část rozsáhlého pohoří Tchebek na Korejském poloostrově, je horská oblast v provincii Kangwon, severní části někdejší stejnojmenné historické provincie, na jihovýchodě Severní Koreje. Hlavními horninami jsou žula a diorit. Jsou zde ale i ložiska wolframu, molybdenu, niklu, mědi a železa.

## Geografie
Diamantové hory leží na území okresů Kosŏng a Kŭmgang u hranice s Jižní Koreou – korejské demilitarizované pásmo ohraničuje oblast z jihu a jihokorejské město Sokčcho leží jen zhruba padesát kilometrů daleko. Celé hory mají východozápadně délku až čtyřicet kilometrů, severojižně až šedesát kilometrů a jejich celková rozloha je 530 čtverečních kilometrů. Nejvyšší vrchol Pirobon (anglicky Piro Peak) dosahuje výšky 1638 m n. m.

## Světové dědictví UNESCO
V červenci 2025 byla část Diamantových hor (198 km²) zapsána na seznam světového dědictví UNESCO. Jedná se o tzv. smíšené dědictví kombinující výjimečné přírodní a kulturní aspekty. Pohoří je známé pro své bílé žulové vrcholy, hluboká údolí, vodopády a nedotčené ekosystémy. Dramatický ráz hor je umocněn neustále se měnícími klimatickými podmínkami, jako je mlha, déšť, slunce a mraky. Toto posvátné pohoří je klíčovým místem horského buddhismu s tradicemi sahajícími až do 5. století. Tato kulturní krajina je domovem starověkých pousteven, chrámů, stúp a kamenných rytin. Tři chrámy jsou stále aktivní a nesou výjimečné svědectví o staletích buddhistické praxe s hmotným i nehmotným dědictvím hluboce propojeným s krajinou.